# Fredrik Kullberg
Fredrik Kullberg, född 24 december 1965, är en svensk journalist, författare och krönikör.  
Fredrik Kullberg är författare till böckerna Svensk floskelordbok (Karneval förlag, 2022), Kriget mot skönheten – ett reportage om förfulningen av Sverige (Timbro, 2020), nominerad till Stora fackbokspriset 2020,Till världens ände (Instant Book, 2018), Svenska svindlare och fuskare (Ordalaget, 2016), Retro Stockholm (Ica Bokförlag, 2013), Sveriges 100 märkligaste sevärdheter (Ica Bokförlag 2010, pocketversion 2013) samt Kulor, cash & kosing: konsten att få ut mer av sina pengar med Mathias Andersson och Charlie Söderberg (Ica Bokförlag 2010).